# Марусич, Александра Евгеньевна
Александра Евгеньевна Марусич (2 марта 1952 — 20 февраля 2024)— советская и киргизская актриса, народная артистка Кыргызстана (2021).
Родилась 2 марта 1952 года в городе Реж Свердловской области.
После окончания Свердловского театрального училища (1974) работала в кукольном театре.
В 1977 году уехала в город Фрунзе (Киргизская ССР). Там поступила в труппу Русского театра драмы имени Н. К. Крупской (сейчас — Государственный национальный русский театр драмы имени Чингиза Айтматова).
Сыграла более 60 ролей современной и классической драматургии.
В числе театральных работ — Бьянка из «Укрощения строптивой» Шекспира, Надежда Антоновна в «Бешеных деньгах» Островского, Капитолина в «Живи и помни» В. Распутина, роли в постановках «Бравый солдат Швейк» и «Когда спящий проснется», «Я стою у ресторана, замуж поздно, сдохнуть рано!» Радзинского, и т. д.
В 2008 году снималась в фильме «Песни южных морей».
Народная артистка Кыргызстана (2021).
Умерла 20 февраля 2024 года после продолжительной болезни.